# Западно-Капская провинция
Западно-Капская провинция (англ. Western Cape, африк. Wes-Kaap, коса Ntshona-Koloni) — провинция на юго-западе ЮАР. На юге омывается Атлантическим и Индийским океанами. Образована в 1994 году после административной реформы в стране. Административный центр провинции — город Кейптаун.
Наряду с Северо-Капской провинцией является провинцией, где преобладают цветные, а не чернокожие. Одна из двух провинций ЮАР, где большинство населения (55,3 %) говорит на африкаанс.

## География и климат
Большая часть провинции находится в области Капских гор — области складчатости Пермского и Каменноугольного периода с высотами от 1000 до 2300 м. Долины между горами обычно плодородны, представляют собой аллювиальные суглинистые и глинистые почвы. Внутренние районы более засушливы и холмисты. Побережье меняется от песчаного (между мысами) до скалистого и гористого. Западно-Капская провинция включает самую южную часть Африки — мыс Игольный.
Необитаемые острова Принс-Эдуард (335 км²) входят в состав провинции и находятся примерно в 1,7 тыс. км к юго-востоку от города Порт-Элизабет, в Индийском океане.
Климат провинции меняется от региона к региону. В целом, он характеризуется как средиземноморский климат с прохладной и дождливой зимой и тёплым летом. Внутренние регионы характеризуются довольно засушливым климатом с морозной зимой и жарким летом. Для южного побережья характерны прохладная зима и мягкое влажное лето. На климат отдельных регионов влияет рельеф местности, а также влияние океанов: Индийского (с тёплыми водами) и Атлантического (с более холодными водами).
На своей территории, провинция включает два экорегиона, которые являются важным очагом биоразнообразия: Суккулентное Кару и Нама-Кару.

## Население
По данным переписи 2001 года в провинции проживало 4 524 336 человек, средняя плотность населения — 34,97 чел./км². По расовым признакам 53,91 % населения составляют цветные, 26,68 % — чёрные и 18,41 % — белые, около 1 % — лица индийского и другого азиатского происхождения.
Доля лиц младше 15 лет — 27,3 %; лиц старше 65 лет — 5,2 %. Средний возраст населения — 26 лет. На каждые 100 женщин приходится 94 мужчины. 55,3 % населения говорят на африкаанс; 23,7 % на коса; 19,3 % — на английском, менее 2 % — на других языках. Христиане составляют 81,8 %; мусульмане — 6,5 %; иудеи — 0,4 %; индуисты — 0,2 %; около 9 % населения не относит себя ни к одной религии.

## Административно-территориальное деление
Западно-Капская провинция разделяется на столичный округ и на пять районных округов, разделённых суммарно на 24 местных округа.
1. Кейптаун — столичный городской округ.
2. Уэст-Кост
Matzikama, Cederberg, Bergrivier, Saldanha Bay, Swartland
3. Кейп-Вайнлендс
Witzenberg, Drakenstein, Стелленбос, Breede Valley, Лангеберх
4. Оферберх
Theewaterskloof, Overstrand, Cape Agulhas, Свеллендам, Напье
5. Эден
Kannaland, Hessequa, Мосселбай, Джордж, Оудсхорн, Bitou, Найсна
6. Сентрал-Кару
Лайнгсбург, Prince Albert, Бофорт-Уэст

## Экономика
ВВП провинции составляет около 14,3 % от национального показателя, это одна из наиболее быстро растущих экономик ЮАР с ростом 4 % (на 2008 год). Основные секторы включают торговлю, финансы и бизнес, а также производственный сектор. Промышленность включает такие отрасли как производство одежды и текстиля, мебели, нефтехимическая отрасль, металлургия. Развит сектор высоких технологий (Кейптаун — основной центр высоких технологий в ЮАР).
Доля сельского хозяйства в ВВП всего около 3,8 %, тем не менее это один из наиболее быстрорастущих секторов. Несмотря на то, что обрабатываемые земли провинции составляют всего 12,4 % от всех обрабатываемых земель ЮАР, они дают 55-60 % всего экспорта с/х продукции. Экспортируемые с/х продукты включают вина, шерсть, страусов, фрукты, зерновые, морепродукты. Около 75 % всего промышленного лова рыбы в ЮАР имеет место вдоль побережья провинции.
Уровень безработицы в Западно-Капской провинции существенно ниже: около 15 % по сравнению со средним по стране показателем в 25 %.

## Образование
Население провинции довольно хорошо образованно по сравнению с другими регионами страны и Африкой в целом. Здесь же рабочая сила наиболее квалифицированная, чем в других провинциях ЮАР. Университеты провинции включают:
- Стелленбосский университет
- Кейптаунский университет
- Университет Западно-Капской провинции
- Технологический университет Капского полуострова[англ.]

## Достопримечательности
- Крупнейший в мире авиарий «Птицы Эдема»